# Monde libre
Pour la notion associée au logiciel libre, voir FLOSS.
L'expression monde libre est d'un usage fréquent pendant la Seconde Guerre mondiale et la guerre froide. Elle est le plus souvent utilisée pour désigner les États-Unis et leurs alliés, par opposition pendant la Seconde Guerre mondiale aux puissances de l'Axe, puis pendant la guerre froide à l'Union soviétique et au monde communiste.
Cette expression trouve essentiellement sa source dans la tradition politique des États-Unis qui est largement construite sur l'idée de la supériorité intrinsèque des principes de liberté et de démocratie qui la régissent. Elle a un fort contenu idéologique, puisqu'elle affirme de facto la supériorité des démocraties occidentales sur les autres idéologies ou régimes politiques, qualifiés de monde de l'esclavage, ou de monde de la tyrannie, ou de monde totalitaire.
Ce concept est repris par l'ONG Freedom House qui catégorise dans son rapport annuel les pays du monde en « libre », « partiellement libre » et « non libre ».

Vision de l'étude de Freedom House : Freedom in the World 2020 (une des références pour la mesure de la démocratie dans le monde)
Libre
Partiellement libre
Non libre

## Usage du terme

### Pendant la Seconde Guerre mondiale
- Puissances de l'Axe
- Colonies et territoires occupés de l'Axe

- Alliés occidentaux
- Dominions des Alliés occidentaux
- Colonies et territoires occupés des Alliés occidentaux
- Alliés de l'Est (URSS et États satellites)

Territoires de l'Axe :
Puissances de l'Axe
Colonies et territoires occupés de l'Axe
Territoires alliés :
Alliés occidentaux
Dominions des Alliés occidentaux
Colonies et territoires occupés des Alliés occidentaux
Alliés de l'Est (URSS et États satellites)
L'URSS a ici un statut ambigu: bien qu'alliée aux Occidentaux pour vaincre l'Axe, elle demeure leur rival. La libération des territoires occupés est ainsi une course à la fixation des sphères d'influence respectives pour l'après-guerre

Par opposition à celle de totalitarisme, la notion de monde libre a commencé d'être utilisée pendant la Seconde Guerre mondiale, notamment par Roosevelt et Churchill. Roosevelt justifie largement l'intervention des États-Unis dans la guerre au nom de quatre libertés essentielles, énoncées dans son discours du 6 janvier 1941. En août 1942, Roosevelt dans un message commémorant le premier anniversaire de la Charte de l'Atlantique qualifie les États-Unis et la Grande-Bretagne de pays libres et fait plusieurs fois référence à l'idéal de liberté dont ils sont porteurs.
La notion de monde libre permet de rassembler les ennemis de l'Axe sous un vocable commun suffisamment vague, sans employer de vocable comme « démocratie » auquel l'Union soviétique peut difficilement être associée.
Dans le premier des films de propagande commandés à Frank Capra, Prélude à la guerre, la guerre est présentée comme une bataille entre un monde libre et un monde d'esclavage.
De manière similaire, de Gaulle adopte l'expression « France libre » pour donner une identité à son action. Dès le 18 juin 1940, il écrit que « rien n'est perdu parce que cette guerre est une guerre mondiale. Dans l'univers libre, des forces immenses n'ont pas encore donné ». Le 22 juin, de Gaulle conclut sa nouvelle allocution à la BBC par ces mots «  Vive la France libre dans l'honneur et dans l'indépendance ! ».

### Pendant la guerre froide
Pour des articles plus généraux, voir Bloc de l'Est et Bloc de l'Ouest.

L'Europe au temps du rideau de fer.
Légende :
Monde libre ou bloc de l'Ouest
Monde communiste ou bloc de l'Est
Pays neutres
Mouvement des non-alignés

À la fin de la guerre, dès que les premières difficultés se font jour en 1945 entre les États-Unis et la Grande-Bretagne d'une part et l'Union soviétique d'autre part, la notion de monde libre continue d'être utilisée mais dans un sens qui évolue fortement, puisqu'il ne s'agit plus de désigner les pays alliés contre le Troisième Reich, mais de désigner les États-Unis et leurs alliés d'Europe de l'Ouest, par opposition à l'Union soviétique qui passe en moins d'un an du statut d'allié à celui de menace pour la sécurité des Occidentaux.
Churchill notamment utilise volontiers l'expression monde libre. Avant même la fin de la guerre, peu après la conférence de Yalta, il écrit à Roosevelt que « l'Union soviétique devient une menace pour le monde libre ». En mars 1946, dans son discours de Fulton, Churchill justifie la nécessité selon lui de ne pas partager les connaissances concernant la bombe atomique avec l'ensemble des nations par l'intermédiaire de la naissante Organisation des Nations unies, du fait des dégâts qu'une telle erreur causerait au « monde démocratique libre ».
De Gaulle parle aussi fréquemment du monde libre pour désigner l'ensemble du monde non communiste. Par exemple, dans le mémorandum qu'il adresse à Eisenhower et Macmillan le 17 septembre 1958, de Gaulle emploie trois fois cette expression pour exprimer le fait que « les événements récents au Moyen-Orient et dans le détroit de Formose ont contribué à montrer que l'organisation actuelle de l'alliance occidentale ne répond plus aux conditions nécessaires de la sécurité, pour ce qui concerne l'ensemble du monde libre ».
Pendant la guerre froide, l'expression monde libre qui désigne initialement les pays d'Europe de l'Ouest alliés aux États-Unis, se généralise dans la presse pour qualifier le bloc de l'Ouest par opposition au bloc de l'Est. À l'Est, le même manichéisme existe, l'« impérialisme » américain étant opposé aux vertueux « pays socialistes ».
En France, pendant toute la guerre froide, de nombreux articles publiés dans Le Monde diplomatique utilisent l'expression monde libre pour désigner les États-Unis et ses alliés européens, par opposition au « monde communiste »,,.

### De nos jours
L'expression connaît une certaine résurgence dans le contexte de l'invasion de l'Ukraine par la Russie en 2022. Le président américain Joe Biden utilise ainsi le terme pour désigner les alliés de l'OTAN comme un bloc uni contre les dictatures de Vladimir Poutine ou Xi Jinping,.

### Comparatif des mesures
Il est intéressant de remarquer comment se recoupent les cartes de sources diverses.

Les pays se revendiquant démocratiques recouvrent désormais la quasi-totalité du globe.

Démocraties électorales recensées par l'institut V-Dem

Liberté économique

La liberté de la presse dans le monde

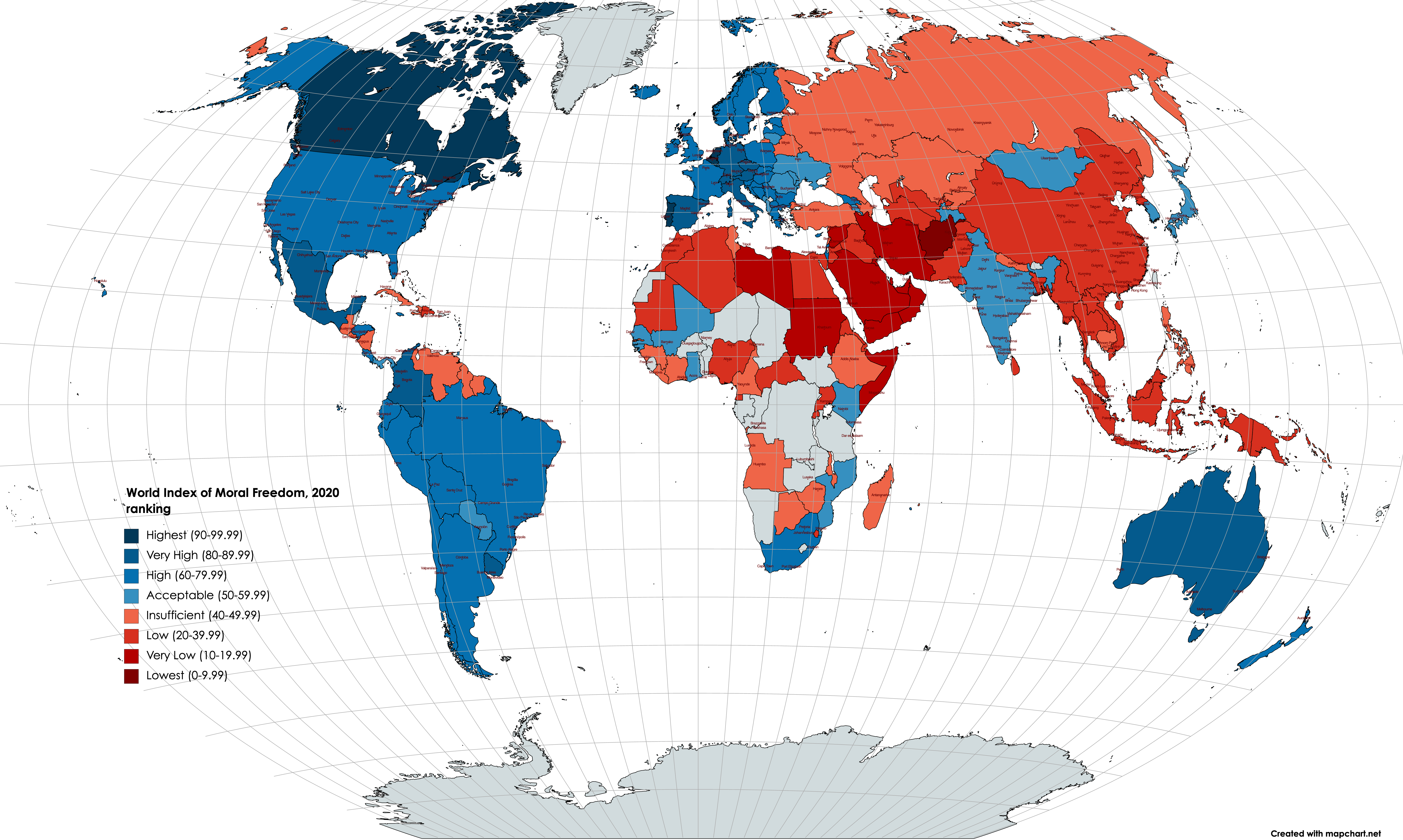
Liberté morale

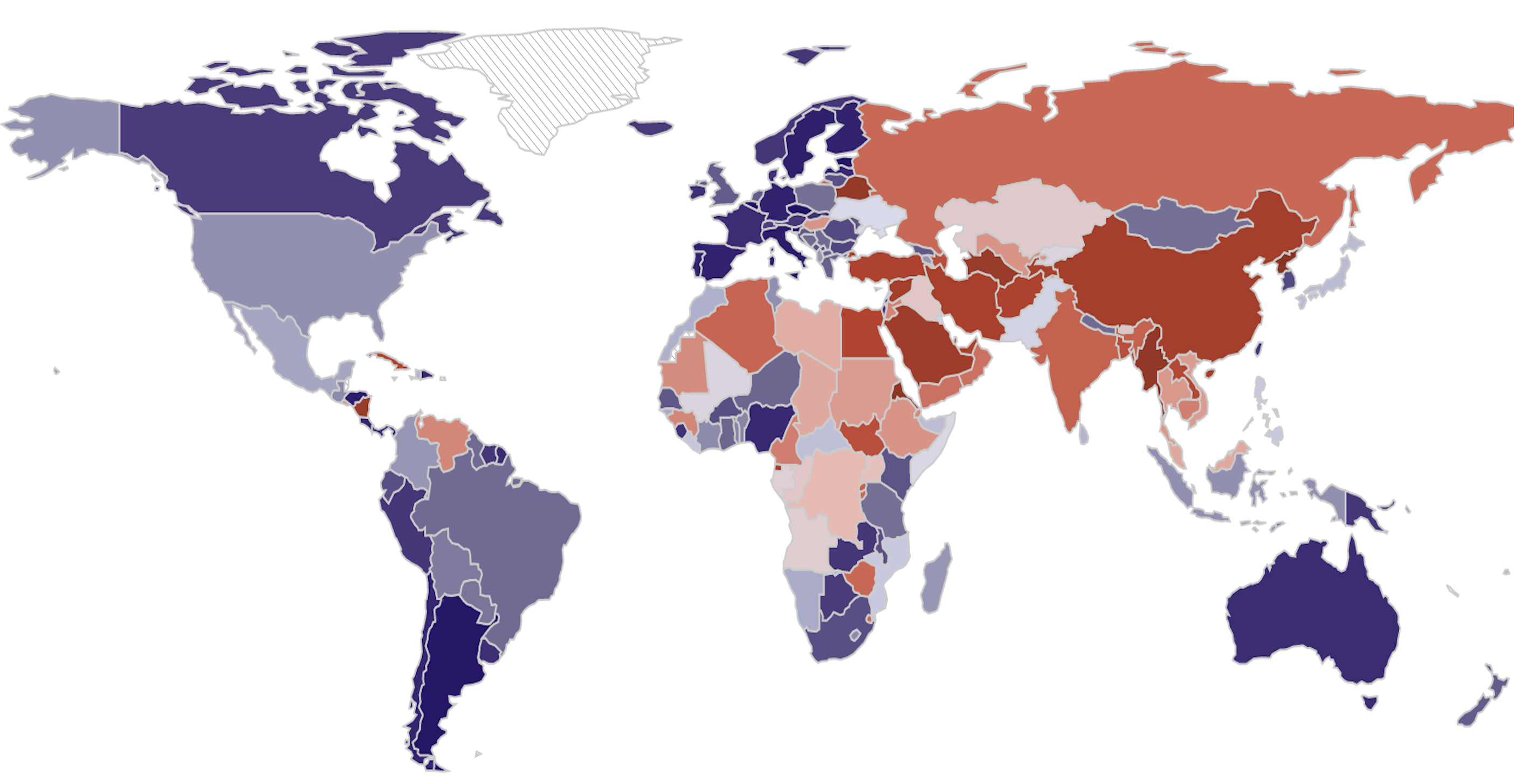
Liberté académique

Perception de la corruption

Indice d'esclavage

Niveau de développement global

Indice de développement humain

Carte des homicides intentionnels

Carte des viols

Mortalité du fait de la pollution de l'air

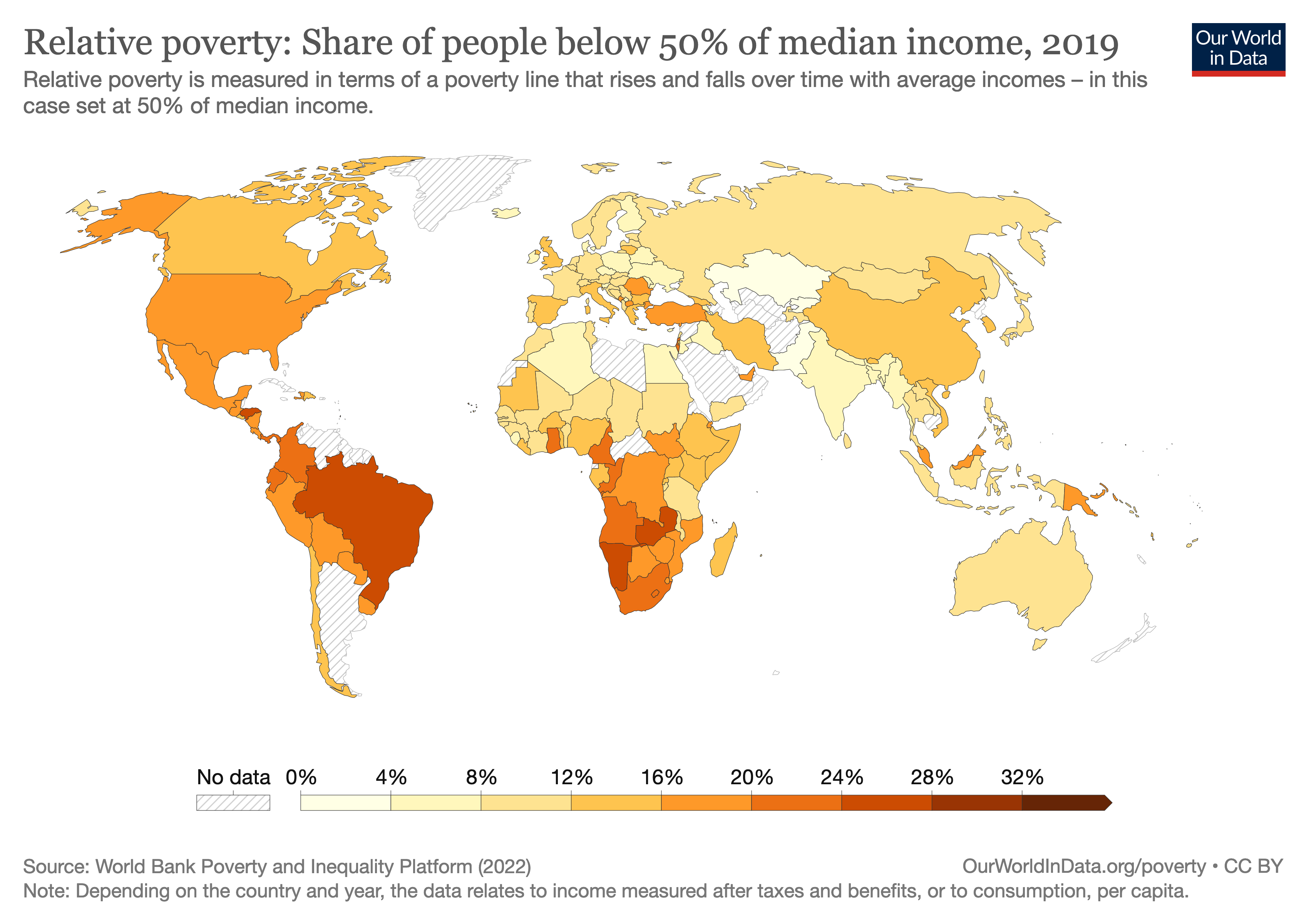
Pauvreté relative

Indice démocratique selon the Economist Intelligence Unit

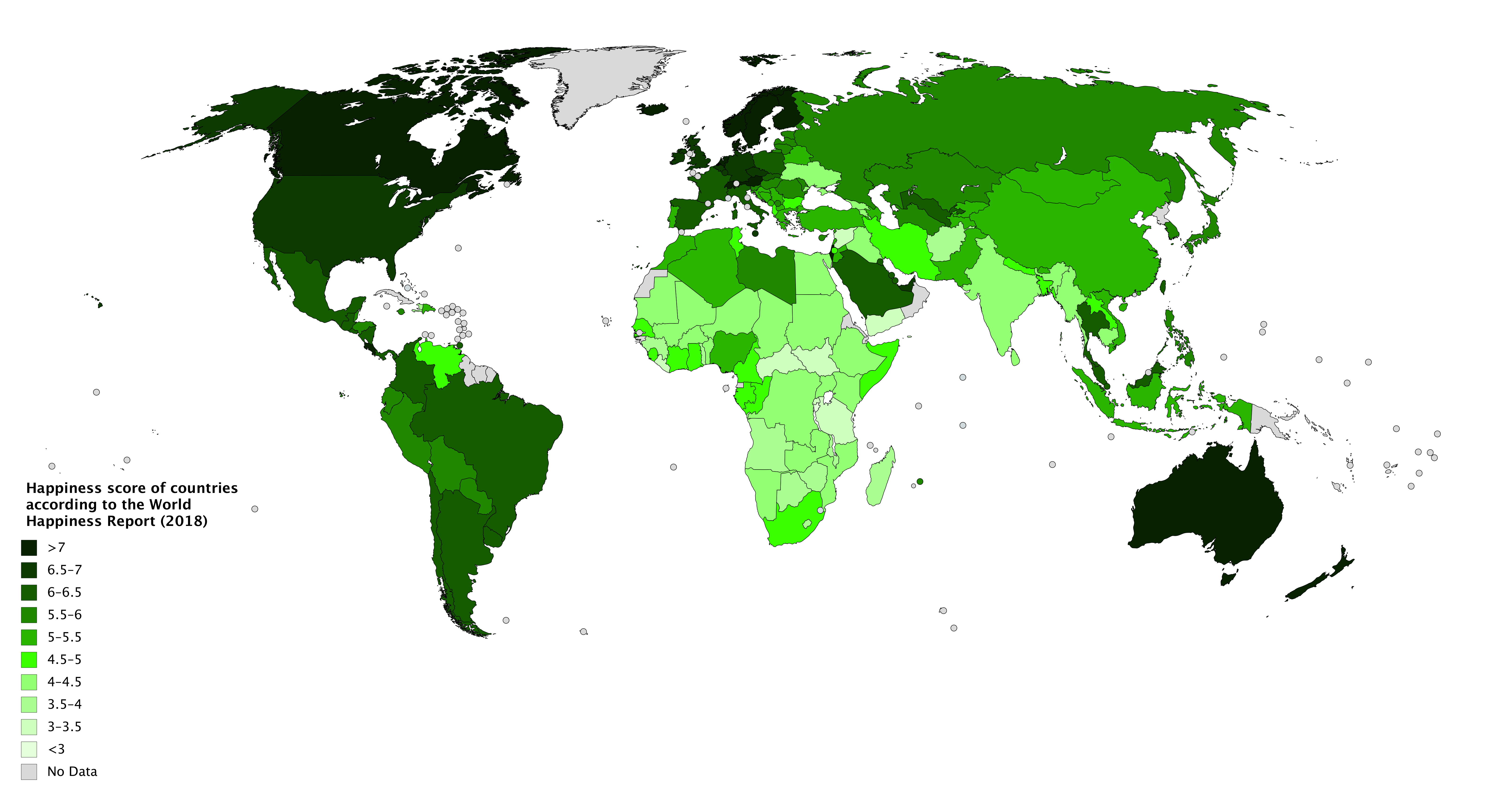
Indice du bonheur